# Tano South

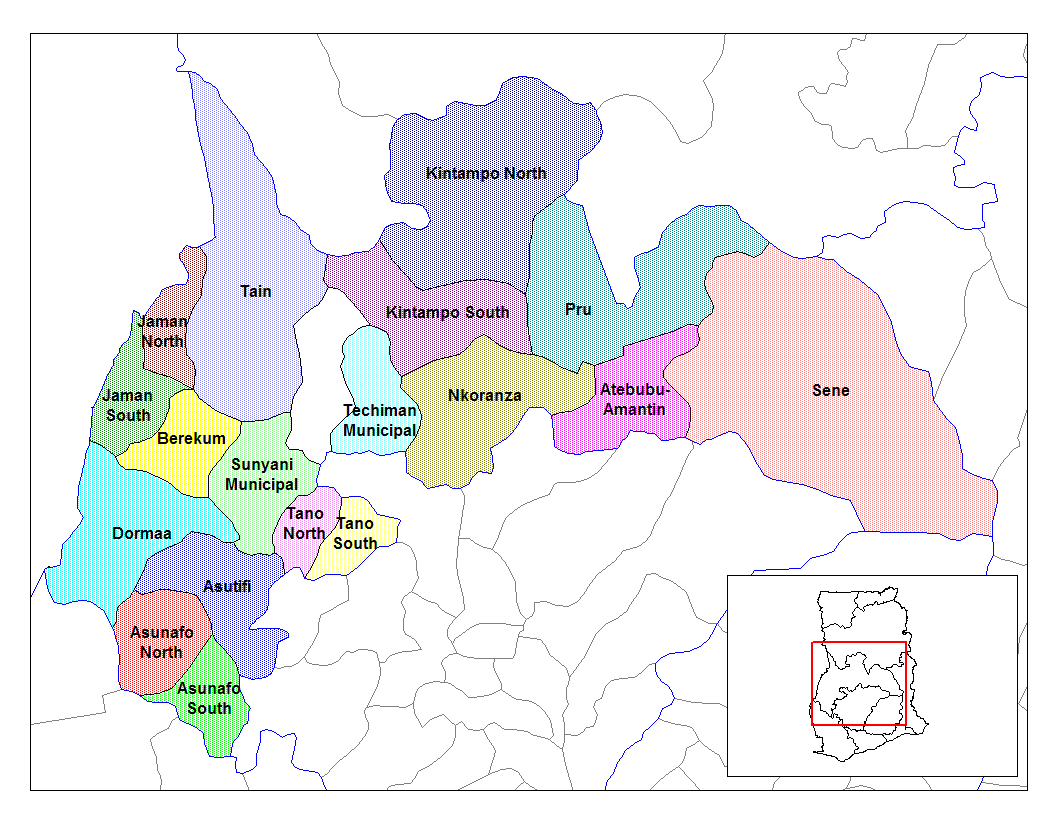
Mapa da região Brong-Ahafo; Tano South encontra-se no centro-oeste, de cor amarela clara

Tano South é um pequeno distrito do centro-oeste da região Brong-Ahafo, no Gana.